# Pterodex carolliae

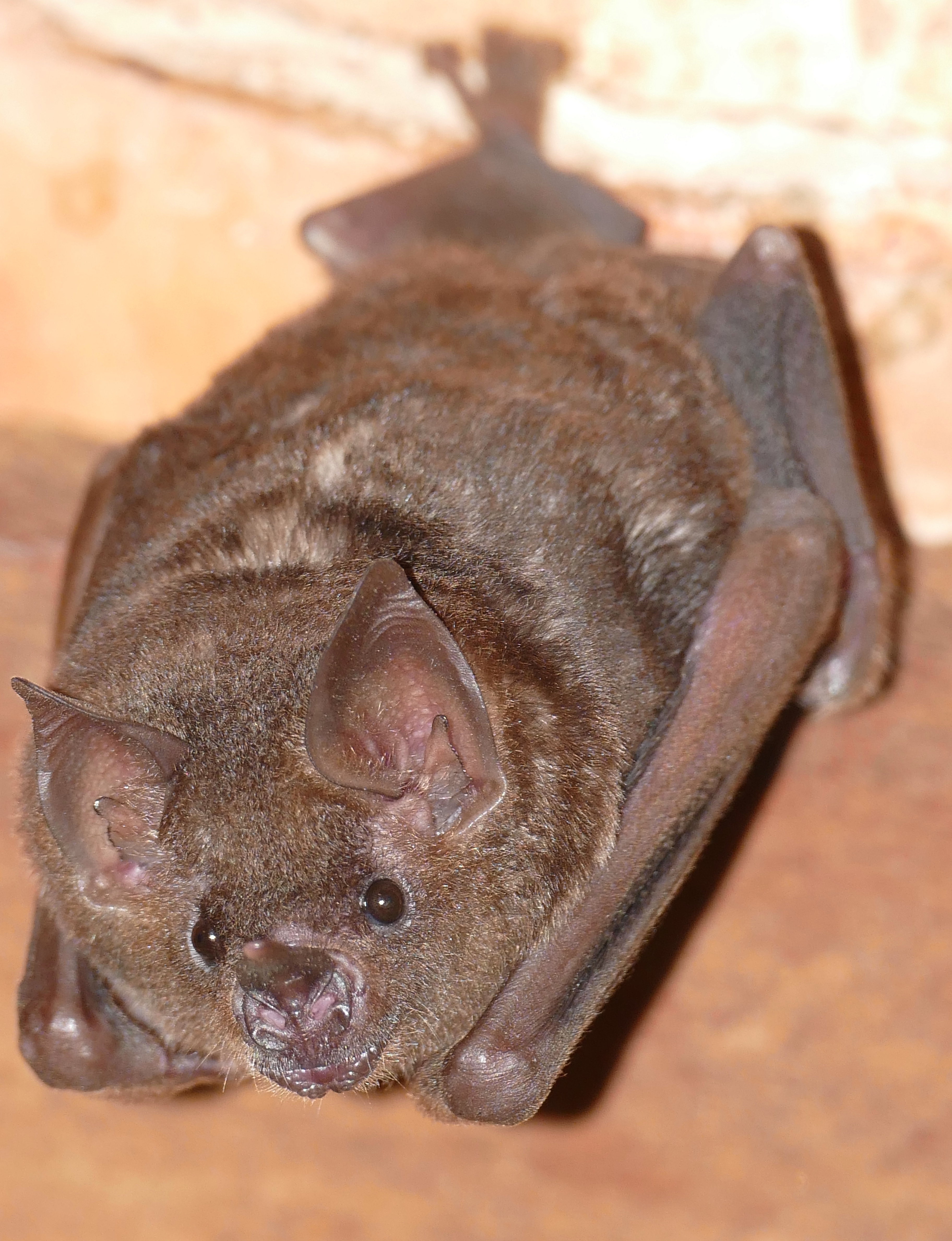
Karolia okularowa, gospodarz Pterodex carolliae

Pterodex carolliae – gatunek roztocza z rodziny nużeńcowatych, jedyny z monotypowego rodzaju Pterodex. Jego żywicielem jest karolia okularowa z rzędu nietoperzy.

## Taksonomia
Rodzaj i gatunek typowy opisane zostały po raz pierwszy w 1980 roku przez Fritza S. Lukoschusa, A.G.W Woeltjesa, Clifforda E. Descha i Williama B. Nuttinga na łamach „International Journal of Acarology”. Jako lokalizację typową wskazano Brownsweg w Surinamie; część serii typowej pozyskano również w Onverwacht. 

## Morfologia i rozwój

### Osobniki dorosłe
Samce osiągają między 153 a 156 μm długości oraz między 70 a 77 μm szerokości, samice zaś między 150 a 177 μm oraz między 70 a 87 μm szerokości. Gnatosoma ma rozdwojone na szczytach kolce nadbiodrowe oraz jajowatą, pozbawioną szczecinek subgnatosomalnych nabrzmiałość gardzieli. Nogogłaszczki zbudowane są z dwóch członów ruchomych. Szczękoczułki są sztyletowate. Wierzch podosomy u samicy ma wyraźnie punktowaną tarczkę podosomalną i dwie pary guzków na wysokości drugiej pary odnóży. U samca na wierzchu podosomy znajdują się: jedna tarczka dorsalna i dwie laterodorsalne, okrągły otwór płciowy oraz długi na około 27 μm, dość gruby i spiczasto zakończony edeagus. Na spodzie podosomy leżą cztery pary płytek epimeralnych o pofalowanych krawędziach dośrodkowych. Występują cztery pary krótkich odnóży o dwóch członach ruchomych, z których ostatni zaopatrzony jest w dwa pazurki, każdy prosty, z jednym wierzchołkiem śródgrzbietowym i dwoma brzusznobocznymi. Odnóża pierwszej i drugiej pary mają na ostatnim członie solenidion. U samicy na pograniczu podosomy i opistosomy leży niewielka, czasem podzielona tarczka. Wulwa samicy leży między płytkami epimeralnymi ostatniej pary. Opistosoma jest węższa od podosomy i regularnie zwężająca się ku zaokrąglonemu wierzchołkowi, nieregularnie rowkowana poprzecznie.

### Stadia rozwojowe
Jaja są jajowate, lekko spłaszczone, o słabo zchitynizowanym chorionie. Mają między 60 a 70 μm długości i między 45 a 54 μm szerokości.
Larwy mają jajowate w zarysie, grzbietobrzusznie spłaszczone ciało, osiągające między 73 a 82 μm długości i między 54 a 60 μm szerokości. Podosoma zaopatrzona jest w trzy pary odnóży, zbudowanych z dwóch ruchomych członów, z których ostatni wieńczy pojedynczy, trójwierzchołkowy pazurek.
Protonimfy również mają ciało jajowate w zarysie i grzbietobrzusznie spłaszczone. Osiągają między 86 a 101 μm długości i między 56 a 72 μm szerokości. Podosoma zaopatrzona jest w trzy pary odnóży, zbudowanych z dwóch ruchomych członów, z których ostatni ma jeden lub dwa wyrostki i pojedynczy, trójwierzchołkowy pazurek.
Nimfy mają ciało podługowato-owalnego kształtu, osiągające od 105 do 136 μm długości i od 70 do 90 μm szerokości. Podosoma zaopatrzona jest w cztery pary odnóży.

## Ekologia i występowanie
Roztocz ten jest monoksenicznym pasożytem karolii okularowej, nietoperza z rodziny liścionosowatych. Żyją w dołkach w naskórku okolic stawu łokciowego. Dołki te sięgają warstwy ziarnistej naskórka, sporadycznie skóry właściwej. Miejsca żerowania mają białawy wygląd, gdyż pokryte są gęstymi warstwami keratyn, które przysłaniają melanocyty.
Gatunek podawany dotąd tylko z Surinamu.